# Бегунь
Бегу́нь (укр. Бігунь) — село на Украине, основано в 1695 году, находится в Овручском районе Житомирской области.
Код КОАТУУ — 1824280301. Население по переписи 2001 года составляет 1614 человек. Почтовый индекс — 11124. Телефонный код — 4148. Занимает площадь 5,482 км².

## Адрес местного совета
11124, Житомирская область, Овручский р-н, с. Бегунь, ул. Механизаторов, 7.